# موراتو
فیلیپه رودریگز داسیلوا (انگلیسی: Morato؛ زادهٔ ۳۰ ژوئن ۲۰۰۱) که به موراتومشهور است، بازیکن فوتبال اهل برزیل است.
از باشگاه‌هایی که در آن بازی کرده‌است می‌توان به باشگاه فوتبال سائو پائولو اشاره کرد.

## دوران ملی
موراتو در نوامبر ۲۰۱۹ به تیم ملی فوتبال زیر ۲۰ سال برزیل برای بازی با پرو و تیم ملی فوتبال زیر ۲۰ سال کلمبیا دعوت شد.